# König-Albert-Brunnen

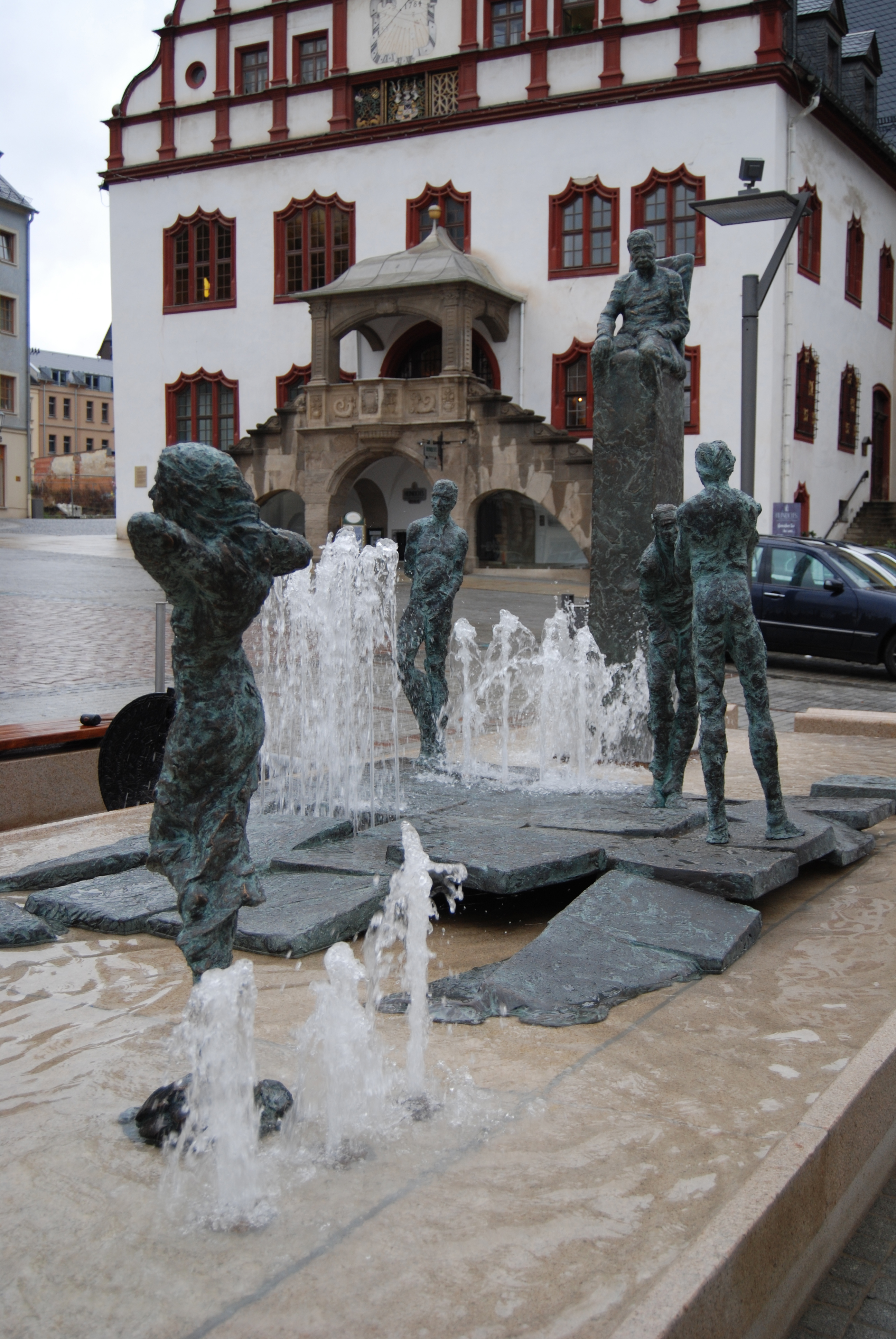
„König-Albert-Brunnen“ in Plauen. Wassertisch aus Granit mit Bronzeplastiken im Sandguss und Wachsausschmelzverfahren hergestellt, 3 m × 10 m × 3 m, Altmarkt vor dem historischen Rathaus in Plauen

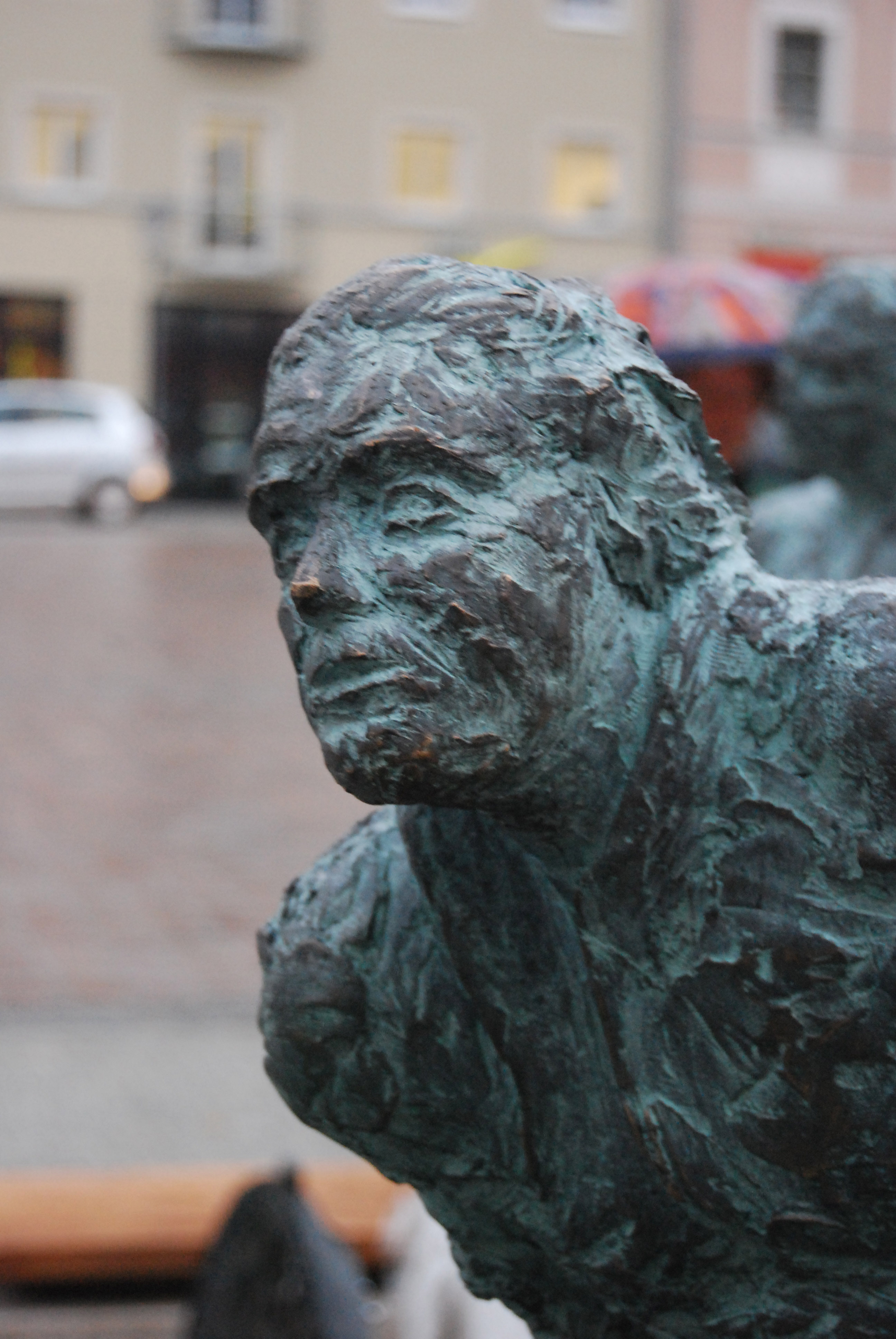
Figur aus dem Ensemble „König-Albert-Brunnen“ in Plauen

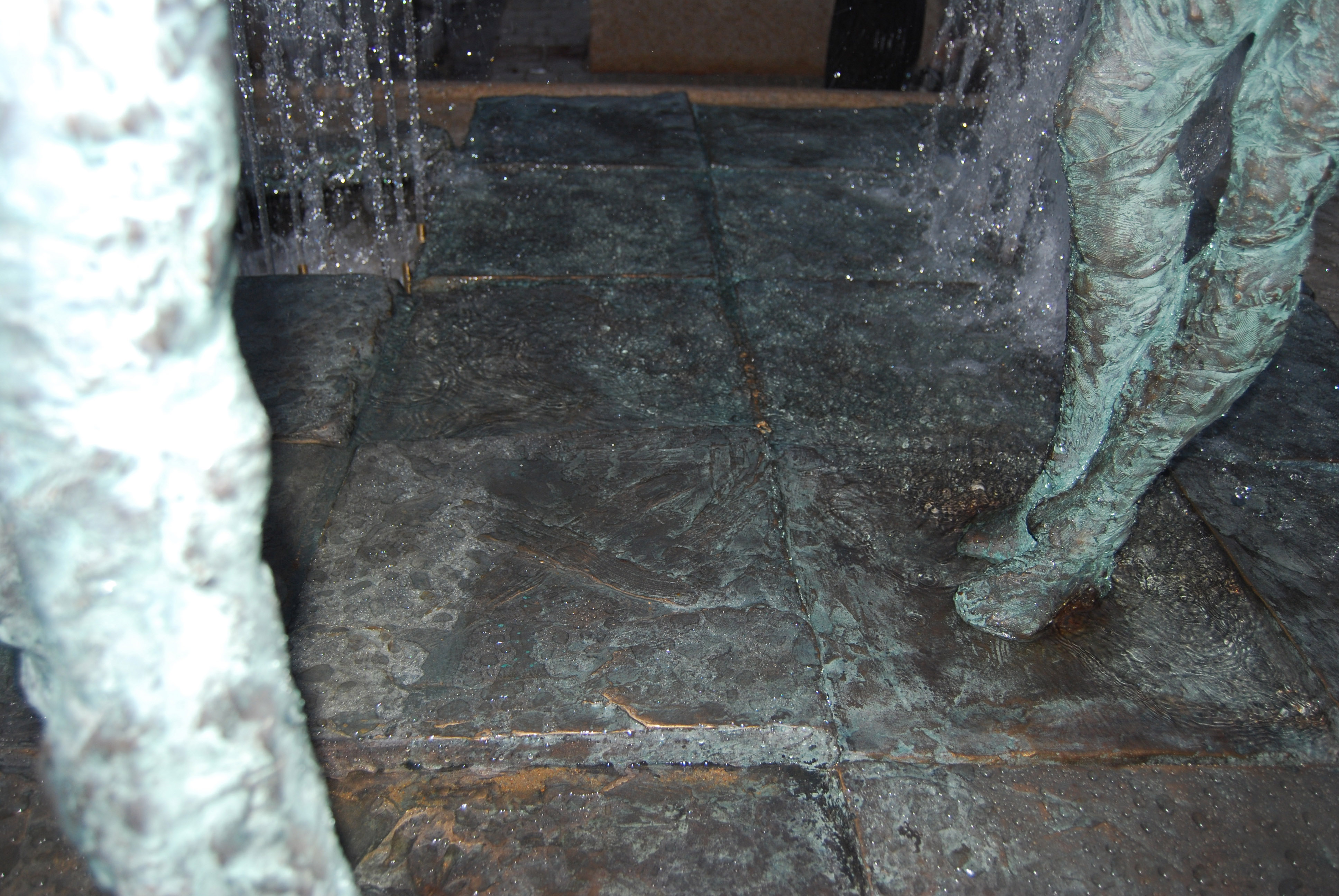
Detail der Bronzeplattform „König-Albert-Brunnen“ in Plauen

Der König-Albert-Brunnen auf dem Altmarkt in Plauen ist ein Kunstwerk des Bildhauers Norbert Marten, das im Jahre 2007 aufgestellt wurde. Es handelt sich um einen der wenigen zeitgenössischen Brunnen, der einen Bezug zur deutschen Geschichte über exakt hundert Jahre herstellt (1907–2007). Dieses Werk der „Kunst im öffentlichen Raum“ bewahrt das kulturelle Gedächtnis zum Reiterstandbild König Alberts durch zeitgemäße künstlerische Darstellung für zukünftige Generationen. Der Brunnen befindet sich im Stadtzentrum in unmittelbarer Nachbarschaft zu dem historischen Plauener Rathaus.

## Hintergründe zum Brunnen
Der Altmarkt vor dem historischen Rathaus war immer die „gute Stube“ Plauens. Ein mächtiges, 1907 eingeweihtes Reiterstandbild König Alberts von Sachsen zierte ihn. Hier fanden Märkte statt, hier flanierte man, hier war ein lokaler Schauplatz sowohl für die politischen Wirren nach dem Ersten Weltkrieg als auch für die Unruhen im Umbruch von der Weimarer Republik zum Nationalsozialismus.
Die Bombardierungen am Ende des Zweiten Weltkriegs, die 75 % der Stadt betrafen, überstand das Denkmal für König Albert unbeschädigt. Als Zeichen einer reichen und stolzen, bürgerlichen Vergangenheit trotzte es noch eine Weile den Wirren der Geschichte und diente den Plauenern als Erinnerungspunkt des gewohnten, nun weitgehend zerstörten Stadtbilds.
Im Frühjahr 1946 wurde das Reiterstandbild König Alberts auf dem Altmarkt – wohl auf Initiative der sowjetischen Militäradministration – unter dubiosen Umständen demontiert. Für viele Plauener war diese Epoche eine Situation ohne Halt. Es schien, als gingen alle kulturellen Werte verloren.
Exemplarisch für viele Plauener steht Hans Löwel, der in dieser Stadt aufgewachsen war. Später erlangte er als Generalvertreter für Plauener Spitze in der Bundesrepublik Deutschland einen ansehnlichen Wohlstand. Seine Frau Edith (geb. Müller), früher Soubrette am Theater in Plauen, unterstützte ihn dabei, Kunst und Kultur in Plauen zu fördern. Der Erhalt kultureller Werte lag ihnen ganz besonders am Herzen. Hans und Edith Löwel verfügten in der Hans-Löwel-Stiftung, auf dem Altmarkt Plauens wieder eine Erinnerung an das Reiterstandbild König Alberts zu errichten.
Die Stadt Plauen und die Hans-Löwel-Stiftung lobten daher 2006 einen bundesweiten Realisierungswettbewerb aus. Einstimmig wurde der Entwurf von Norbert Marten aus Westerstede in Oldenburg zur Realisierung von einer fachkompetenten, elfköpfigen Jury bestimmt.
Am 13. November 2007 wurde der Brunnen feierlich durch Oberbürgermeister Oberdorfer seiner Bestimmung übergeben. Finanziert wurde der Brunnen durch die Hans-Löwel-Stiftung.

## Der Brunnen
In Anlehnung an das „Königsspiel“ befindet sich auf einem Brunnentisch aus Granit eine Art Schachbrett aus Bronze, auf der sich vier Figuren positionieren. Eine Art Bühne, bespielt durch die Bronze – Figuren, lässt gedanklichen Freiraum für die Imagination der Beschauer und animiert zu Improvisationen für Stegreifakteure am Brunnen.
Zwei Könige, in Bronze gegossen, stehen rechts und links außerhalb der Plattformen. Es sind sitzende Figuren, gesockelt – als Zeichen der Wertschätzung – in unterschiedlichen Höhen. Der größere König wird als „König Albert“ definiert (Höhe ca. 2,5 m). Der andere König zeigt eine Identifikationsfigur, die als Hans Löwel gedeutet werden kann (Höhe ca. 2 m).
Aus einer relativ fest gegliederten Schachbrettform auf der Seite König Alberts, lösen sich auf der anderen Seite einzelne Teile heraus, bilden Aufbrüche, zeigen Schrägen und Kanten bis hin zu einzelnen Fragmentstücken.
Wasserdüsen sind in die Lücken und Aufbrüche eingebaut. Durch Zuhalten einzelner Düsen steigert sich die Macht anderer Wasserstrahlen und Zuhalten wird so zur spielerischen Kraft- und Machterfahrung mit ihrer Aus- und Wechselwirkungen. Manchmal wird man nass.
Lücken symbolisieren die Zeit des Krieges, die Zerstörung Plauens und des alten König-Albert-Denkmals.
Aufbrüche und Lücken zeigen aber auch die Veränderung starrer Strukturen auf, man könnte es auch den Verfall der veralteten Werte nennen. Aber durch die Wasserzuführung wird auch eine Erneuerung im Fluss der Zeit visualisiert: Verhärtete Formen lösen sich auf, es bilden sich neue, fließende Inhalte.
Wasser als erfrischendes energetisches Element ergießt sich von dieser Plattform aus auf den Brunnentisch. Von dort fällt es an den Stirnseiten herab und wird in den Wasserkreislauf zurückgeführt.
Um die Figur des Königs Albert herum sind Fontänen am Brunnentisch angeordnet. Sie verleihen der königlichen Figur einen gewissen Schutzraum aus Achtung und Beachtung. Bei der Skulptur des anderen Königs strömt Wasser aus dem Sitz, sozusagen aus dem Besitz von Hans Löwel auf den Brunnentisch und weiter auf den Altmarkt der Stadt Plauen.
Die „Dame“ im königlichen Spiel symbolisiert die darstellenden Künste, eine Würdigung Edith Löwels, die im Theater in Plauen engagiert war.
Die Herstellung der Bronzen erfolgte im Sandguss und im Wachsausschmelzverfahren. Für die Könige und die Plattform wurde der Sandguss angewandt, die kleineren Figuren hat der Künstler Norbert Marten im Wachsausschmelzverfahren für den Bronzeguss vorbereitet. Daher ist deren Oberfläche filigraner abgeformt. Unter dem Brunnentisch befindet sich eine große Brunnenkammer, in der neben der Wasserversorgung des Brunnens auch die Technik für die Fontänen und die Beleuchtung integriert wurde.